# Paulo Afonso Santos Júnior
Paulo Afonso Santos Júnior, genannt Paulão (* 6. Mai 1982 in Lagoa Santa (Minas Gerais)) ist ein ehemaliger brasilianischer Fußballspieler.

## Karriere
Paulão begann seine Laufbahn beim ortsansässigen Verein Atlético Mineiro, für den er in der Jugendabteilung sowie zwei Jahre lang als Profi aktiv war. Im Anschluss daran wechselte er zum benachbarten Klub América Mineiro, für den er jedoch nur ein Jahr aktiv war. Nach einem halben Jahr Aufenthalt bei der SE Gama gelang Paulão der Sprung nach Europa, der ihn, wie viele andere Profis, nach Portugal führte. Dort unterschrieb er bei Naval 1º de Maio, wobei er in den nächsten drei Spielzeiten als Innenverteidiger gesetzt war und in dieser Zeit 84 Einsätze für den Verein absolvierte.
Durch seine Leistungen weckte Paulão das Interesse weiterer portugiesischer Klubs, sodass ihn im Sommer 2009 der Ligakonkurrent Sporting Braga verpflichtete. Dort kam er zu seinen ersten Einsätzen auf internationaler Ebene, als die Mannschaft in der Europa League in der dritten Qualifikationsrunde am IF Elfsborg scheiterte. Im weiteren Saisonverlauf kam Paulão auf sieben Ligaeinsätze und hatte Anteil daran, dass Braga die Spielzeit mit dem zweiten Platz und dem gleichzeitig besten Saisonergebnis ihrer Geschichte abschloss. Im Zuge dessen nahm der Verein an der Qualifikation zur Champions League teil und scheiterte später als Tabellendritter in der Gruppenphase. Sporting Braga führte die Saison in der Europa League fort, wo die Mannschaft erst im Finale gegen den FC Porto verlor.
Nach 19 Ligaeinsätzen in der Saison 2010/11 für Sporting Braga verlängerte er seinen auslaufenden Kontrakt nicht und unterschrieb beim französischen Erstligisten AS Saint-Étienne einen Dreijahresvertrag.
Nach zehn Einsätzen in der Hinrunde der Saison 2011/12 wechselte er im Winter 2012 zum spanischen Erstligisten Betis Sevilla.

## Erfolge
- Europa League: Endspielteilnahme 2011